# Férfi 800 méteres síkfutás a 2015. évi nyári európai ifjúsági olimpiai fesztiválon
A 2015. évi nyári európai ifjúsági olimpiai fesztiválon az atlétikai versenyszámokat Tbilisziben rendezték. A férfi 800 méteres síkfutás selejtezőit július 28-án, a döntőt pedig augusztus 1-jén rendezték.

## Rekordok
A versenyt megelőzően a következő rekordok voltak érvényben:
| Ifjúsági világrekord | Mohammed Aman (Etiópia)      | 1:43.37 |
| EYOF rekord          | Liefers Gert-Jan (Hollandia) | 1:49.37 |

## Selejtező
Minden selejtezőcsoport első 2 helyezettje (Q) illetve a további legjobb 2 időeredménnyel (q) rendelkező sportoló jutott tovább a döntőbe. Minden nemzet egyetlen sportolóval képviselhette magát.
| H  | Csoport | Név                        | Nemzet           | E       | Mj   |
| -- | ------- | -------------------------- | ---------------- | ------- | ---- |
| 1  | 1       | Elliott Crestan            | Belgium          | 1:54.73 | Q    |
| 2  | 3       | Marino Bloudek             | Horvátország     | 1:55.87 | Q PB |
| 3  | 3       | Simone Barontini           | Olaszország      | 1:56.09 | Q    |
| 4  | 3       | Vasílios Kopanás           | Görögország      | 1:56.21 | q    |
| 5  | 1       | Javier Miron Caro          | Spanyolország    | 1:56.35 | Q    |
| 6  | 3       | Vladislav Semenov          | Oroszország      | 1:56.64 | q    |
| 7  | 1       | Victor Oestergaard Thomsen | Dánia            | 1:56.95 |      |
| 8  | 2       | Szymon Zięba               | Lengyelország    | 1:57.65 | Q    |
| 9  | 2       | Aaron McGlynn              | Írország         | 1:57.77 | Q    |
| 10 | 2       | Yener Aras                 | Törökország      | 1:58.04 |      |
| 11 | 1       | Brian Versluis             | Hollandia        | 1:58.26 |      |
| 12 | 3       | Kristian Skage Nordlund    | Norvégia         | 1:58.35 |      |
| 13 | 2       | Jan Vukovič                | Szlovénia        | 1:58.74 |      |
| 14 | 2       | Nikita Yashkin             | Fehéroroszország | 1:58.76 |      |
| 15 | 3       | Saba Khvichava             | Grúzia           | 2:00.03 | SB   |
| 16 | 2       | Much Eshetu                | Izrael           | 2:00.09 |      |
| 17 | 1       | Dadi Arnarson              | Izland           | 2:00.69 |      |
| 18 | 1       | Matěj Osička               | Csehország       | 2:00.69 |      |
| 19 | 3       | Alfreds Apinis             | Lettország       | 2:00.72 | SB   |
| 20 | 2       | Andrei Daniel Matei        | Románia          | 2:02.72 |      |
| 21 | 1       | Bogdan Jovković            | Szerbia          | 2:12.11 |      |

## Döntő
| H     | Név               | Nemzet        | E       | Mj  |
| ----- | ----------------- | ------------- | ------- | --- |
| Arany | Marino Bloudek    | Horvátország  | 1:53.76 | PB  |
| Ezüst | Elliott Crestan   | Belgium       | 1:54.02 |     |
| Bronz | Javier Miron Caro | Spanyolország | 1:54.92 |     |
| 4     | Szymon Zięba      | Lengyelország | 1:54.96 |     |
| 5     | Vladislav Semenov | Oroszország   | 1:55.88 | PB  |
| 6     | Vasílios Kopanás  | Görögország   | 1:56.18 |     |
| 7     | Aaron McGlynn     | Írország      | 2:04.35 |     |
| -     | Simone Barontini  | Olaszország   | -       | DNF |